# Alvaro Fernández Burriel
|  | Per a altres significats, vegeu «Álvaro Fernández (desambiguació)». |

Alvaro Fernández Burriel   (Madrid, 16 d'agost de 1879 - Barcelona, 12 d'agost de 1936) fou un militar espanyol.

## Biografia
Militar espanyol del cos de cavalleria, considerat com un "Africanista", participà en el front del Marroc on col·laborà amb Mola, Franco o Sanjurjo. Va ser nomenat comandant de cavalleria de les forces regulars indígenes de Melilla el 8 d'octubre de 1913. Va ser nomenat comandant militar de la plaça Maó el 27 d'octubre de 1933. Des de gener de 1936 comandà com a General la segona brigada de cavalleria establerta a Catalunya.
Durant l'aixecament feixista de 1936, fou un dels dos militars de més graduació a Catalunya, juntament amb Justo Legorburu, també general de brigada, que es revoltaren contra la II República (19 de juliol de 1936). Estava al front de la 2ª Brigada de Cavalleria, i posà els seus homes al servei del general Manuel Goded Llopis qui arribà des de les Illes Balears on havia liderat la revolta militar.
Fracassat l'aixecament a Catalunya, fou detingut amb el general Goded. Duts al vaixell presó Uruguay, allà varen ser jutjats i condemnats a mort per afusellament.
La sentència fou executada el 12 d'agost de 1936 al fossar de Santa Helena del castell de Montjuïc de Barcelona.